# 卡拉姆·伍兹
卡拉姆·伍兹（英語：Calum Woods；1987年2月5日—）是一位英格蘭足球運動員。在場上的位置是左後衛或右後衛。他現在效力於英格蘭足球甲級聯賽球隊普雷斯頓足球俱樂部。